# James Munro
James Munro,  pseudonimul lui James William Mitchell, (n. 12 martie 1926, South Shields, Anglia, Regatul Unit – d. 15 septembrie 2002, Newcastle upon Tyne, Anglia, Regatul Unit), a fost un scriitor britanic. La sfârșitul anilor 1960 a scris patru romane "thriller" de spionaj.
Eroul acestora era un agent britanic, John Craig, care, în contra voinței sale, lucra pentru "Department K".
Cărțile The Man Who Sold Death [Omul care vindea moarte]; Die Rich, Die Happy [Să mori bogat, să mori fericit]; The Money That Money Can't Buy [Banii pe care nu poți să-i cumperi cu bani] și The Innocent Bystanders [Spectatorii nevinovați] au fost foarte realiste, bine scrise și cu o intrigă bine structurată.
Mitchell a mai scris și sub pseudonimul Patrick O. McGuire.